# Ættestup
Ættestup er et begreb fra de islandske sagaer og nyere sagn, som beskriver, hvordan mennesker grundet alderdom og manglende arbejdsduelighed angivelig blev presset til selvmord ved at kaste sig ud fra en høj klippe. I Norge findes der en mundtlig tradition både blandt den norske og den samiske befolkningen om at enkelte steder er ættestup.
Denne form for ufrivillig eutanasi er behandlet i en islandsk saga om vikingtiden og er også beskrevet i andre kulturer.

## Myte og realitet
Sandsynligvis har ættestup ikke forekommet. Fænomenet er omtalt i Gautreks saga fra 1200-tallet. Når man i 1800-tallet, kan støde på lokale traditioner som nævner enkelte steder som ættestup skyldes dette antagelig den senere svenske rigsantikvar Olof Verelius som i 1664 oversatte Gautreks saga og der skabte ordet ættestup (svensk: ättastupa) ved at oversætte det islandske ætternisstapi, som egentlig betyder slægtsklippe. Hans oversættelse fik stor udbredelse og forskere begyndte at undersøge steder i Sverige for at finde ættestup. De fandt ingenting, men 150 år efter var landskaberne fulde af angivelige ættestup.
Ingen arkæologiske fund eller skriftlige kilder tyder på at man i Skandinavien nogensinde har praktiseret sådanne former for ældredrab. 

## Ættestup i populærkultur
Første episode af NRK-komedieserien Vikingane fra 2016 gjorde nar af vikingernes angivelige villighed til at ofre sig for slægten og Odin ved at kaste sig ud fra ættestup, idet de ældre nægter at kast sig i døden efter at have set den første gøre det. 
I 1997 blev der lavet en film i Sverige med navnet Ättestupan.
I Ari Asters film Midsommar fra 2019 indgår ættestup som et ritual i en svensk kult i Hälsingland.